# Wilhelm Michel Ellis
Wilhelm Michel Ellis (* 10. Oktober 1926 in Willemstad; † 24. September 2003 ebenda) war ein niederländischer Bischof der römisch-katholischen Kirche des Bistums Willemstad. 

## Leben
Ellis empfing am 24. Oktober 1953 die Priesterweihe. Am 7. August 1973 wurde er zum Bischof von Willemstad ernannt. Ellis war der zweite Bischof der Diözese Willemstad und der erste, der aus Curaçao stammte. Seine Bischofsweihe fand am 25. November 1973 statt. Hauptkonsekrator war sein Amtsvorgänger Johannes Maria Michael Holterman OP; Mitkonsekratoren waren Erzbischof Luigi Barbarito, Apostolischer Nuntius in Haiti, und Samuel Emmanuel Carter SJ, Erzbischof von Kingston in Jamaika. Ende 1999 bot Ellis seinen Rücktritt aus gesundheitlichen Gründen an. Am 24. Juni 2000 ernannte Papst Johannes Paul II. Luigi Antonio Secco zum Koadjutor. Ellis trat am 11. Oktober 2001, am Tag nach seinem 75. Geburtstag, in den Ruhestand.